# ガンダムF91
ガンダムF91（GUNDAM FORMULA 91）は、「ガンダムシリーズ」に登場する架空の兵器。有人操縦式の人型機動兵器「モビルスーツ  (MS)」のひとつ。初出は劇場アニメ『機動戦士ガンダムF91』。
主人公のシーブック・アノーが成り行きから搭乗し、フロンティアサイドを襲撃するクロスボーン・バンガード（C・V）と激戦を繰り広げる。
本記事では、外伝作品などに登場するバリエーション機についても解説する。

## デザイン
企画は当初「平成ガンダム」として1989年2月にスタートし、大河原は4月から実質的にラフ案作りに入り、バンダイとリンクしながら主役となる新ガンダムのデザインを進めていた。大河原が最初に描いたラフデザインは極めてオーソドックスなRX-78-2 ガンダムのイメージを受け継いでいたが、富野から「劇場作品ということでもっとチャレンジングな作品にしたいので今までのガンダムにはない流れを入れたい」と言われ、新たにデザインが起こされた。一方、それまで主役として進めていたデザインは、模型企画の『機動戦士ガンダムF90』という形でバンダイのホビー事業部により、プラモデルや漫画のメディアミックスで展開させていくことになった。富野の意向でMSの全高は15mに小型化された。
カラーリングに関しては、スタッフの共通認識として「（宇宙開発機を連想させる）白い機体にしよう」というものがあり、大河原もそのイメージでデザインを進めた。当初はほぼ白一色といえる配色だったが、バンダイからの「製品上の都合もあるからもっと色味を付けて欲しい」という要望で胸を青くするなど、ある程度はガンダム的な配色が踏襲された。ガンダムを含め、歴代のサンライズのヒーローロボットは日本の鎧武者がモチーフなのに対し、F91には西洋甲冑の格好良さが取り入れられた。
富野からは「材質が金属ではないようにしてほしい。F（フォーミュラ）という名前だからフォーミュラカーなどに使われるFRP的なイメージの外装」という要望が出され、当時HONDAの連勝などによって注目を集めていたF1などのイメージを取り入れることになった。また、当時の一部の製品で使われ始めていたエッチングパーツをガンプラでも使用できることになり、富野から「それなら細かいディテールを集約的に（全体的に使うのではなく部分的に）使おう」という話が出てきた。その結果、大河原からは「最近の車のきれいなラインを使ってガンダムを描いた」というFRPなどの強化プラスチックの素材感をデザインラインで表現したラフスケッチが提出された。胸部にはそれまでのスタンダードなツインエアインテークではなく、自動車のフロントグリルをイメージソースにした格子模様が取り入れられていた。富野から「これいいじゃないか。これはいけるよ」とOKが出たうえ、サンライズのグランドプロデューサーの山浦栄二からも、「変えるならここまでやるしかない」「いろいろゴテゴテ付けて変えてしまったものはそれ以上変えることはできないんだから、シンプルでありながら変わった物が欲しいから」とゴーサインが出た。その後、安彦良和の作画参考ラフなどを経てデザインは完成した。
富野からは、「分身」や「人の顔（に見える）」というオーダーがあった。「人の顔に見える」というオーダーは、「バイオ・コンピュータが最大稼働時にフェイスマスクをオープンして冷却のためにダクトが露出する」という設定を作り、その時の顔が「人の顔に見える」という仕様で表現した。「分身」というオーダーには、大河原から出た多重装甲にしたいという意見が取り入れられた。そして、「リミッターが解除されて普段制限されている機動性を解放すると、機体に塗布されている電子コーティングが剥がれ、帯電しているそれが質量のある残像として見える」という設定が作られた。ヴェスバーは、デザイン的にはνガンダムのフィン・ファンネルのデザインに対する大河原流の回答である。また、背面にヴェスバーをマウントするデザインは『機動警察パトレイバー』に登場するグリフォンのフライトユニットを参考にしたことを、パトレイバーのデザイナーである出渕裕に語っている。
なお、2017年にはアニメでの作画による各部パーツバランスの変更や、大河原による新たなアイデアを盛り込むといった構想のもとで制作されたアクションフィギュアが、METAL BUILDシリーズの1つとして発売されている。また、2021年にはそのカラーリングやマーキングをアニメ寄りに変更したバージョンが、同シリーズの1つとして発売されている。
『F91』公開後には、サンライズ企画室の仕事として石垣純哉が後継機となる「F92のデザイン・スタディ」をおこなっており、2023年にTwitterで画稿が公開された。背部にはベルガ・ダラスなどと同様のシェルフ・ノズルを装備している。"NEXT FORMULA 3 '91.10.26" と記されているが、石垣はコピーを見るまで存在を忘れていたという。

## 設定解説
地球連邦軍からの高性能小型MS開発要求に対し、サナリィによって開発されたF9（のちのガンダムF90）はアナハイム・エレクトロニクス（AE）社のMSA-0120を下して採用される。ただ、性能面では満足されたものの、主力MSとして見た場合は不都合な点が散見されることから、実績のないサナリィの機体を量産するには時期尚早と判断され、同機の改良とそのためのデータ収集および評価試験の続行が命じられる。その後、ビーム・シールドやヴェスバーといった新兵器を装備したF90Vタイプの試験運用結果を経て、次期主力機、そしてF9型1号機としてF91が設計・開発される。
ハードウェア的には宇宙世紀0116年7月にはほぼ完成し、宇宙世紀0121年2月から0122年にかけて戦艦エイブラムで運用テスト（実戦も含む）がおこなわれるが、バイオ・コンピュータの調整が難航して完成には至っていない。同年11月20日には月のサナリィ開発部によって試作1号機が公開され、12月にはフロンティアサイドのサナリィ施設に陣を移して継続される。普遍的な高性能機として開発されたへビーガン、Gキャノン、F90とは異なり、その時点での限界性能を達成するというコンセプトを有しており、モードを切り替えることによって並のパイロットでは制御に窮するほどの高性能を発揮することが可能である。これは、かつてニュータイプと呼ばれたような者でしか最大性能を発揮できないポテンシャルを有した超高性能機体であることを意味する。
機体名に含まれる「ガンダム」は過去に活躍したMSにあやかり、スペース・アーク艦長代理レアリー・エドベリが命名したもの。正式な名称はF90と同様、型式番号そのままの「F91」であり、シーブックは出撃時に「F91、ガンダム」とも呼称している。

### 機体構造
頭部
2門のバルカン砲、バイオ・コンピュータを搭載。メインカメラはハイブリッドデュアルセンサーとなっており、高精度の射撃・索敵を可能としている。バイオ・コンピュータの最大稼働の折には、フェイスガード部が展開してダクトが露出し、冷却用触媒の排出を行う。
胸部
MS小型化計画に伴い、各種機器の配置・設備・コクピットなどそのレイアウトは従来式から改められた。コクピットハッチは胸部に設置。上面はガンダリウム合金によって覆われている。胸部前面は正面からの攻撃に対し脆弱な印象を与えるが、機体そのものの機動性によって被弾率を低減するため、運用上の問題はない。胸部から腹部にかけてのフロントグリルはヒートシンクであり、出力時には発光現象を起こす。
コクピット
球形のコクピッドポッドを採用。脱出カプセルを兼ねる。MSの小型化に伴い、このポッド自体も直径2m程度に小型化しているが、強度はより向上している。操縦席はリニアシートであり、ある程度の加速Gや衝撃を緩和。操縦桿はアームレイカー式がパイロットのコンディションによって支障が出るケースがあったことから、従来のレバー式を採用した。また、リニアシートにはバイオセンサーを導入。パイロットの意思や感情をピックアップし、追従性や反応速度の向上をもたらしている。また、このバイオセンサーは頭部のバイオ・コンピュータとリンクしており、機体の最大稼働フェイズの判定を行っている。
マルチプル・コンストラクション・アーマー（MCA）構造
かつてのサイコフレームの生成技術の応用により、構造材にコンピューターチップ以外の電子回路も鋳込んだマルチプル・コンストラクション・アーマー（MCA）構造と呼ばれる新技術が採用されている。次期主力MS開発計画（ATMS）において連邦軍から要求された「最大出力」を達成するため、アルマイア・グッゲンバイガーはパワーウェイトレシオの改善を推し進めたが、従来のモノコックやムーバブルフレームではこれ以上の軽量化は限界に達しており、これを打開すべくフレームの構造そのものを見直したことでMCA構造が生まれた。
MCA構造の採用により、従来は不可能であった小型化や高性能化が可能となった。また、損傷や故障も想定してブロックごとにフェイルセイフシステムが織り込まれているため、他のブロックで補って一部の故障で作動不能になることはない。
バイオ・コンピュータ
生物細胞の活動を模したコンピューターと、有機材料の性質を併せ持つコンピューター双方の性質を併せ持つ。MSではF91において初めて採用された。本来は兵器への搭載を前提とした技術ではなく、操縦者に負担をかけないサイコミュデバイスの雛形として開発されていた。ニューロン系の構造を有しており、マルチプル・コンストラクション・アーマーやフェイルセイフ機構で複雑に構成された機体を統括するのに最も適していると判断され、搭載が決定した。
光学カメラや触感、温度の各種センサーなど機体が得た情報をパイロットの脳に直接伝え、パイロットの思考を機体に反映させる。サイコミュが人間の脳に干渉する際の作用を利用しており、その繋がりによって操縦せずとも機械を作動することが可能である一方、マニュアル操縦が行われるとそちらを優先する。また、ユニットの素子構造が人間の脳に近似しているため、パイロットの記憶や感情の領域にまで踏み込んで各種の判断を行う。
そしてバイオ・コンピュータのもう1つの役割は、パイロットの技量を分析し、機体のリミッターをコントロールすることである。これは機体の限界性能が常人にコントロールできるものではないため、パイロットを保護する目的で設置されている。バイオ・コンピュータがバイオセンサーを介してパイロットが最大稼働に対応できると判断すれば、機体のリミッター解除を行う。従来のサイコミュとの併用の効果は前例がないため、未知数とされている。F91は、このバイオ・コンピュータのための冷却用触媒が機体各所に添加されており、最大稼働の際は機体各部からそれを放出する。
最大稼動モード
「現時点での限界性能の達成」を目指して建造されたF91だが、カタログスペックと言われるジェネレーターの総出力や総推力は、同年代のC・VのハイスペックMSと同程度である。これは本機の限界性能が常人には扱えないため、リミッターを設置されているためである。しかし、パイロットが適正であるとバイオ・コンピュータが判断し、リミッターを解除した最大稼動モードに移行することにより、U.C.0120年代のMSの限界性能を達成するのである。このバイオセンサー稼働状態のリミッター解除時の機動は、F91を“たたき台”として造られたMSであるAE社のネオガンダムを抜きん出るであろうと推測される。そして、最大稼働時は機体表面が高熱を帯びるために機体の冷却が追い付かなくなり、機体各部を強制冷却するMEPEが発生する。
MEPE
MCA構造の副産物であり、装甲表面のビームコーティングに近似する特殊な加工材（主な材料は金属粒子）を剥離させることで機体の強制冷却を行う。この「MEPE（MEtal Peel-off Effect = 金属剥離効果）によって剥離した金属片は、機動慣性方向に機体の輪郭とある程度の質量をもった残像を発生させる。これは金属片によるレーダーのかく乱のみならず、パイロットの肉眼も欺瞞するもので、同時代のMSやMAにおいてはコクピットのモニター画面はコンピューターグラフィックスによって補正されていることから、より一層錯覚に陥りやすいものとなった。これらの現象は意図された機能ではなく偶発的に発生したものでMEPE自体はあくまで緊急手段であるため製作側はコスト面も含めて発動させたくないとしている。作中発動した本機はそれでも冷却は追い付いてなく手足以外まともに被弾してないのにも関わらずレーダーなどの電気系統に異常をきたしモニターも半分位映し出せなくなっている。
バイオセンサー
F91には通常の運用にあたってリミッターが採用されており、その解除はリニアシートに搭載されたバイオセンサーを介してバイオ・コンピュータが判断する。劇中では二度目の出撃でシーブックがバイオセンサーと自身のバイオリズムが合っていることを機体内で確認し、それが母の調整によるものであろうことを推測している。
サイコフレーム
サイコミュの主増幅器としてコックピット周辺に配置されており、バイオ・コンピュータと連動してパイロットの思考を伝達する。
ジェネレーター
胴体に内蔵されておらず、背部に突き出した形で搭載されており、その周囲にはメインスラスターやヴェスバーの部材が取り付けられている。
従来型のAE製MSの基本構造では融合炉とジェネレーターを隔離できなかったことから本体内にコンポーネントするしかなく、性能を維持したまま小型化することが不可能だった。それに対し、サナリィはジェネレーターを外付けにする設計案を実行した。回路や伝動装置のとり回しが困難さを伴ったものの、MCA構造が導入されたことによって高密度実装が可能となり、解決した。躯体の軽量化やジェネレーターの高性能化が進んだため、F91はビーム・シールドやジェネレーターを稼働させる余力が生まれた。動力には小型の新世代MSに採用された新型熱核反応炉を採用。Iフィールドによってヘリウム3や重水素を縮退寸前まで圧縮・貯蔵し、炉心で反応させる方式を取り、これにより燃料搭載スペースが縮小されたほか、小さな炉心で大エネルギーを発生させることが可能となった。一方、反応炉のシステムが破壊された場合には、縮退された燃料が核爆発を起こすリスクも孕んでいる。この問題は反応炉の原理に関わっていたことから解決できず、後の時代まで引き継がれることになった。
肩部
バイオ・コンピュータを冷却するための展開式の放熱フィンが格納されている。これは大気圏内においては安定翼のスタビライザーとして機能する。そのため飛行時は基本展開している。右肩に「F」、左肩に「91」と赤で形式番号が記された特徴的なマーキングは、劇中中盤の出撃時はあったものの途中でなくなって、それ以降記載されなくなる。
マイクロハニカム技術による構造材
前身のF90で採用されたヤシマ重工のマイクロハニカム技術を引き続き導入している。
スラスター
機体各部の計51か所にアポジモーターが存在。背部にはスラスターコンポジットを有し、高い機動力を誇る。

### 武装
ヴェスバー
V.S.B.R.（Variable Speed Beam Rifle＝可変速ビーム・ライフル）。F91の両脇から背面に掛けて備えられているレールに一門ずつ懸架されている稼働砲。高速で貫通力の高いビームから、低速で威力を重視したビームまでを状況に応じて撃ち分けることができ、戦艦の主砲クラスの威力を発揮する。F91のヴェスバーは小型高出力熱核反応炉（ジェネレーター）に直結する形で配置されており、ビーム・ライフルと同等の大きさながら威力と稼働時間の向上に成功している。また、懸架時はAMBAC作動肢として機能する。一方、発砲時はAMBAC機能を失うため、機体そのものが肩部スタビライザーと脚部ストレートバーニアを展開し、準最大稼働状態をとる。また、新開発された大容量のコンデンサーにより連射が可能で本体から分離した状態でも数発は発砲可能である。なお、ヴェスバーを本体から分離した場合のみ、バックパックの側面スラスターが使用可能となるとする資料がある一方、外側に約30度傾けて取り付けられているので、バーニアの噴射炎を浴びることはないとした資料もみられる。『機動戦士ガンダムF91』作中ではビーム・ライフルやビーム・ランチャーのトリガーに連動させてグリップを保持せずに発砲したほか、グリップをマニピュレータで保持しても銃身がブレてパイロットが発砲を躊躇う場面も見られた。また、フロンティアI脱出時には四方八方から迫る無人殺戮兵器バグに対処するため、背面に懸架したままグリップを展開せずに数発続けて発砲している。また、ラフレシアからの最初の攻撃を避ける際にセシリーのビギナ・ギナを背面越しに押し上げて回避したため背面から見て左側の1門のマウントレールジョイントが破損したためそのまま投棄している。
マウントレールには他の武装を換装可能としており、ウェポンシステムも用意されていた。
ビーム・サーベル
左腰内部に2基収納されている。宇宙世紀0090年代の「シャアの反乱」時におけるアイドリング・リミッターは廃止され、逆にビーム刃形成持続時間が向上している。ビーム生成をある程度任意でコントロールすることが可能であり、間欠式ビーム生成機能や高出力稼働に対応したエミッターを内蔵する。ビームを細く絞ることでエネルギー消費を抑えつつ従来型以上の出力を発揮し、軽量化と高効率化によって高速回転させて防御壁として使用することも可能となった。背部ジェネレーターやスラスターによって装着位置は従来の連邦軍製MSのようなバックパックとは異なり、腰部となった。結果的に、取り回しの面で背部装備の方式よりも有利な面が確認されている。
また、刀身を通常の倍以上に形成させることが可能で、バグとの交戦の際には前述の高速回転と合わせて多数を巻き込み破壊している。
ビーム・ライフル
専用のビーム・ライフル。15m級のMS用のバランスで構成されており、出力の微調整が可能なため通常の長射程ビームのほか、ビームマシンガンのような速射も可能。また、同時期の連邦軍製ビーム・ライフルがプルバレル式の廉価型が主流であったのに対し、F91のものはサブセンサーを備えて安定した照準精度を確保したモデルとなっている。
ビーム・ランチャー
威力が高いビーム兵器。砲身後部にEパックを配する。背面腰部にあるマウントラックにて携行できる。ビーム・ライフルと同原理のビームをパルス状に圧縮して発射するバズーカ型のビーム兵器であり、その形状はMS用のバズーカに近い。出力・収束率はビーム・ライフルよりも高く、取り回しを気にしなければ接近戦でも使用可能としている。『機動戦士ガンダムF91』作中では詳しい装備の経緯は描写されておらず、ガル・ブラウを沈めたビギナ・ギナと合流した際には所持していなかったが、次の登場シーンであるラフレシアに遭遇した際には既に装備していた。
バルカン砲
頭部両側に1門ずつ、2門設置されている機銃。牽制や威嚇を想定した装備。
メガマシンキャノン
本機の胸部両側に1門ずつ、計2門設置されている。既存連邦軍製バルカンよりも強力で、接近戦で用いることにより、MSをも破壊する威力を発揮する。
ビーム・シールド
本機の左腕部に設置されている防御兵装。右腰の装甲内に予備発振器を携行する。機体の軽量化とジェネレーターの高出力化に伴い装備可能となったもので、連邦軍のMSとしてはF91ではじめて採用された。機体と接触する部分は機体側のフィードバック回路により自動的にカットされる。F91に装備されているビーム・シールドはコンデンサを搭載し、機体から離れた状態でも短時間は稼動させることが可能。シールドを展開した発生器を敵機に投擲し、攻撃することも可能。『機動戦士ガンダムF91』作中では、バグとの交戦時にシールドのビームを一方向に限定し、これで切断している。
デナン・ゲーのビーム・ライフル
バグと交戦し終えたガンダムF91が坑道移動中に拾得し、ラフレシア戦で使用している。連邦軍の装備とCVの装備が共通規格となっていることから、使用できた。『機動戦士ガンダムF91』作中では、カラーリングが元の緑色のままのカットとF91用のビーム・ライフルと似た白色となっているカットが混在している。

### 劇中での活躍
小説版『F91』によれば、練習艦スペース・アークを母艦として、カタパルト・デッキから数回発進テストをおこなっており、C・VによるフロンティアIV襲撃の際には参戦するために出撃するが、コンピュータと機械操作の連携が悪く、すぐに引き返したとされる。このときのパイロットは不明であり、練習生以外のスペース・アークの正規クルーは皆逃げ出している。
アニメ版『F91』では、その後連邦軍本隊より取り残され、住民によるゲリラ活動の拠点となったスペース・アーク内で整備されているが、正規の整備マニュアルがほとんど無く、代わりに残されていた開発者のモニカ・アノーの録画映像によるバイオ・コンピュータ接続方法の口頭説明に理解不能の部分があり、起動不能であった。その映像を見せられたモニカの娘リィズ・アノーは、その説明がかつて母に教えられていたあやとりの用語だと気付き、無事起動に成功する。
そして、工学科の学生でMS操縦実習の経験がある上に「母親が作ったコンピューターだから相性がいいだろう」という理由でリィズの兄であるシーブック・アノーがパイロットを任せられることになり、C・Vとの戦いで多大な戦果をあげる。最終的にラフレシアとの戦闘では機体の各部が破壊されるが、最大稼働モードに達した結果、これを撃破する。その後は稼働停止状態に陥るが、バイオセンサー熱感知機能とサイコミュを組み合わせたセンサーに、シーブックのニュータイプとしての感知能力を併せて使い、宇宙空間に放り出されたセシリー・フェアチャイルドを発見することに成功した。小説版では半壊状態になっている。
なお、『機動武闘伝Gガンダム』の終盤に登場する「ガンダム連合」の中に本機も混ざっており、一瞬だけ姿を見ることができる。

## バリエーション機

### 装備バリエーション
バックキャノン装着型 (F91 BACK CANNON TYPE)
「F91 MSV」に登場（型式番号：F91 / HWF91）。名称は『MS大全集2013』により、プレミアムバンダイによってMGでプラモデル化された際の商品名にも使われた。初出の『ガンダムマガジン』では「ガンダムF91パワードウェポンタイプ」、直後の雑誌『B-CLUB』では「F91 バックキャノン装着時」とされた。
ヴェスバーが予定の性能を発揮できなかった場合を想定して考案された補助的装備。ヴェスバーに替わって、4連ビーム・ガトリングガンとミサイル・ランチャー2門（対艦ミサイル装填）からなるウェポン・ユニットを装備する。ビーム・ガトリングガンの砲身は、発射時に前方に延伸する。独立したエネルギーCAPを用いるため、破壊力はヴェスバーほど期待できない代わりに連装砲にして速射性を高めており、拡散散布による弾幕効果により遠距離の敵の威圧、および中・近距離の敵の消滅が期待されている。さらに、このビームをミサイルのポインター代わりにすることも可能。また、肩部アーマーは通常型と異なり、放熱フィンは「強化型ショルダー・フィン」と呼ばれる4枚となり、アポジモーターが増設されて機動性が高められている。
なお、この兵装は0123年4月に一時的に装備されたともいわれる。
ツイン・ヴェスバー装着型 (F91 TWIN V.S.B.R SET UP TYPE)
「F91 MSV」に分類される（型式番号：F91）。名称はMGでプラモデル化された際の商品名により、初出の『B-CLUB』第66号では「ツウィン・ヴェスバー装着型」と表記され、『MS大全集2013』でもこれを踏襲していた。
背部の新型バックパックに新たにヴェスバーを2基追加し、合計4基のヴェスバーを装備している。この改良型ヴェスバーは補助スラスターが装備されている。ジェネレーターにも改良があるとされ、その余剰エネルギーによってビーム・シールドを両前腕部に1基ずつ計2基装備する。ツイン・ヴェスバー非使用時の折りたたんだ形は、H字状に収納したり、VSBRの根元の接続部分の横軸を回転させて二重のハの字形に収納したりする。

### F91（ロールアウト仕様）
模型雑誌『ホビージャパン』1993年3月号掲載の特集「機動戦士ガンダム GUNDAM FORMULA U.C.0093-0123」に登場。白を基調に胸部やソール部などがオレンジで塗り分けられており、マスクのスリットは見られない。0116年7月のロールアウト後、サナリィ近郊における飛行試験では予想以上の数値をはじき出すが、バイオ・コンピューターの調整に手間取り、スケジュール通りに試験項目をこなせずに終わる。

### ガンダムF91（疑似人格型AI仕様）
ゲーム『機動戦士ガンダムF91 フォーミュラー戦記0122』に登場した機体。のちに雑誌『ガンダムエース』に連載された、漫画『機動戦士ガンダムF90 ファステストフォーミュラ (F90FF)』（エピローグに本機も登場）との連動企画「月刊モビルマシーン」において名称や設定が付与された。スペックの数値は通常のF91と同じ。
数機試作されたとされるF91のひとつで、調整に難航するバイオ・コンピュータおよびサイコミュを廃し、F90 3号機に搭載されていた疑似人格型AI "TYPE K.B" を仮設している。そのため、MEPEをともなう最大稼働モードは組み込まれているものの、そのリミッターを解除することは想定されていない。
0122年10月1日、連邦軍ラー・カイラム級機動戦艦「エイブラム」に輸送された機体をベルフ・スクレット少尉がテスト・パイロットとして受領し、衛星軌道上でのオールズモビルのシャルル艦隊との戦闘で実戦投入される。その後、月へ向かう連邦軍艦隊とカロッゾ・ロナ率いるC・V艦隊との遭遇戦を援護した後、月のマス・ドライバー基地を占拠したC・V部隊を撃退。月軌道上に建設中のオールズモビルの要塞への攻撃に参加し殲滅させる。
紛争終結後の12月に、バイオ・コンピュータ組み込みのためフロンティアIに運び込まれたあと、消息を絶っている。のちにシーブック機となったとする説もあるが、根拠はない。

### F91ヴァイタル
アニメ版『F91』の前日譚を描いた漫画『機動戦士ガンダムF91プリクエル』に登場（型式番号：F91）。名称は漫画連載開始時の『ガンダムエース』により、作中では単に "F91" とよばれる。また、プレミアムバンダイよりHGUCとしてプラモデル化された際の商品名は「ガンダムF91ヴァイタル」とされた。
2機が登場するが、アニメ版に登場する機体と異なり胸部も白で塗装されており、1号機はソール部が青で額部アンテナ基部と股間部ユニット上部が赤、2号機は1号機と逆に塗り分けられている。この「白いF91」は、前述の通りもともとアニメ版制作時に最終稿直前まで検討されていたカラーリングであるが（塗り分けは1号機と同じ）、のちに展覧会「富野由悠季の世界」開催記念として『MG ガンダムF91 Ver.2.0 ORIGINAL PLAN Ver.』の商品名で会場限定でプラモデル化され、直後に『F91プリクエル』の連載も開始される。
カラーリングを除いた外観はアニメ版と同じであり、頭頂高および本体重量も変わらない。武装は、専用のビーム・マシンガンを携行する。威力は通常のビーム・ライフルに劣るが連射性に優れ、エネルギー・レベルを調整することで単発での発射も可能。銃身下部にグレネード・ランチャーを装備し、弾丸5発を装填する。また、のちに採用される新型ビーム・ライフル（細部がやや異なる）や試作品のバズーカを携行してのテストもおこなっている。
C・V侵攻前の0123年のフロンティア・サイド宙域で、クラップ級の改修艦「ラフィン・ブル」を母艦として稼働実験がおこなわれる。テスト・パイロットは1号機がピケット中尉、2号機がカシム・ベガ。サナリィ・ザクを標的として追跡をおこなうが、2機ともバイオ・コンピュータが安定せず操縦もままならない。2号機は機体の揺れが激しく停止、1号機は暴走してMEPEを発現させるが、航跡に沿って帯状に発生している。その後は再塗装され、バイオ・コンピュータにリミッターをかけることで安定した1号機のみでUCAVとの模擬戦をおこない、全機撃墜に成功する。その後、脱落したカシムに替わってレニ・デリンジャー中尉が着任し、2号機もテストに復帰する。
その後、AE社のネオガンダムとの競合試験がおこなわれるが、その最中にC・Vが侵攻を開始、ザビーネ大隊所属のベンソン艦隊と戦闘となる。実戦装備に切り替えるが、ピケットは1号機に搭乗する前に敵艦の砲撃に巻き込まれ戦死。2号機は先に出撃してデナン・ゾン5機を撃破するが、母艦を破壊されたレニの怒りに同調するように最大稼働モードが発動、帯状にMEPEを発現させつつ高速で敵艦に向かうも、極度のGの負荷によりレニは気を失う。目覚めるまでの間にC・V兵士に取り付かれ、コックピットから拳銃や手榴弾で抵抗するも射殺され、機体は鹵獲される。そして1号機も、沈黙した母艦を捜索するデナン・ゾンによって発見される。

### 量産型ガンダムF91
漫画『機動戦士クロスボーン・ガンダム』に登場。
F91を量産するために性能を調整された機体である。F91はその高性能に比例してニュータイプのようなパイロットでなければ性能を最大限に発揮できない機体であった。しかしながら、対ラフレシア戦のような最大性能が必要とされる戦闘はたびたび発生するものではなかったことや、そもそも機能がトライアル的な側面が強かったことから量産化の際はオミットされている。量産型F91の基本仕様では、フェイスガードの開閉機能による冷却やMEPEは想定されていないが、フェイスガードの開閉機構そのものは組み込まれている。金属剥離機能を有する装甲とともに、フルスペックのバイオ・コンピュータはオミットされた。

#### 量産型ガンダムF91（ハリソン・マディン専用機）
F91部隊の指揮官であるハリソン・マディン大尉の搭乗機。
増加試作機を改修した機体であり、青いパーソナルカラーで塗られている。ハリソン機はヒートシンクなどの強化やバイオ・コンピュータの改良により、MEPEを起こさずにフェイスオープンと放熱フィンのみでの限界稼働を経て、最大稼動モードが可能である。
初代ハリソン・マディン専用量産型ガンダムF91
地球圏に現れた海賊C・Vを討伐する際にハリソン・マディンが搭乗した機体。
搭載武器のヴェスバーは、コスモ・バビロニア建国戦争から10年経ってもなお強力無比なビーム兵器であり、キンケドゥ・ナウのクロスボーン・ガンダムX1と互角の勝負を繰り広げるが、僅差で敗れて大破した。
2代目ハリソン・マディン専用量産型ガンダムF91
2代目ハリソン・マディン専用量産型ガンダムF91には時期により3つの種類が存在するが、どれも同一機体であり、カラーリングやチューニングが異なるだけである。
木星戦役時
キンケドゥのクロスボーン・ガンダムX1との勝負後にハリソンは、木星帝国総統クラックス・ドゥガチとの最終決戦時である木星戦役においてハリソン・マディン専用量産型F91と同一カラーリングの機体に乗って登場するが、これは別の機体を青く塗り替えた2代目であることが『機動戦士クロスボーン・ガンダム 鋼鉄の7人』の設定資料集で明言されている。
木星残党軍討伐時
『スカルハート』に登場する新規色替え機。青と黄色で塗られていたハリソン・マディン専用F91の2代目に、白色が追加塗装された。木星戦役に使用されたハリソン・マディン専用F91と性能は変わらず、色だけを替えたまったくの同型機体である。連邦軍の機密文書を積んだ輸送船が木星軍の残党に襲われた際、これを防ぐべく連邦軍のハリソン大尉らが出撃した。また、後に謎のMSが出没する宙域の調査を命じられた際にもこの機体で出撃している。
木星決戦時
別名は『ミッチェル・ドレック・ナー搭乗 木星決戦仕様F91』である。『鋼鉄の7人』においても当初はハリソンが搭乗していたが、連邦軍上層部からの命令がなければ動けない彼に代わりミノル・スズキが乗り、後にミッチェル・ドレック・ナーが搭乗し、木星帝国残党との戦いに使用された。木星強襲作戦「鋼鉄の7人」では、サナリィで行われたチューニングにより量産化の際にオミットされた機能のいくつかが再現されており、試作機であるF91に近い性能を有するに至っている。また、木星圏内での活動を想定して推力も上げられている。本作の描写では「質量を持った残像」たるMEPEを起こしたともとれる動きにより、木星帝国総統・影のカリストが乗るリーベルダス・デクストラ・ディキトゥスに致命傷を与える戦果を挙げるも、反撃を受けて相打ちの形で撃破されている。
ドレックがこの機体に乗ることになったのは「鋼鉄の7人」実行直前であったため、チューン済みの機体にはすでに当初乗る予定だったミノル・スズキの「M」のマーキングがされていた。しかし、ドレックのファーストネームがミッチェルであることが分かったため、書き換えられることなくそのまま使用された。
補足
ハリソン専用機は玩具「GUNDAM FIX FIGURATION」でパーツ組み換えによるガンダムF90とのコンパチ仕様として発売されたが、ギミックの都合によって漫画版とは一部の塗装パターンが変更されている。『スカルハート』以降の関連作品ではGUNDAM FIX版に準じている。『スカルハート』収録の「海賊の宝」では雑誌連載時は上記玩具の発売前ゆえに旧カラーで描かれていたが、単行本では新カラーに修正された。

### ガンダムF91RR
トレーディングカードアーケードゲーム『ガンダムトライエイジ』に登場するオリジナル機体（型式番号：F91RR、頭頂高18.1m、本体重量16.4t）。名称の "RR" は「ダブルアール」と読む。
F91に新開発のグローアップ・ユニットを組み込んだ総合重装仕様。両手両足に小型のヴェスバーと大型ビーム･シールドを追加し、肩関節部にはビーム・サーベルの機能を備えたヴェスバーサーベルを新たに装備している。重武装化したため、原型機のF91より機体サイズは一回り大型化している。フルアーマーのように追加装甲を纏うのではなく、四肢やバックパックなどにパーツ追加や換装を施すため、任意に各装備を取り外すことはできない。
機体性能こそ向上してはいるものの、四肢の末端や関節部に対する根本的な機能付加という方向性は、小型の機体を従来の大型規格へと再び引き戻すという本末転倒なものであった。このような矛盾を抱えた本機体が開発された理由は、機体小型化への変革を良しとしない一部の連邦高官たちの意向が強く働いたものと言われている。メカニックデザインは大河原邦男。